# Село Костолац
Село Костолац или Стари Костолац је насеље у Србији у градској општини Костолац, града Пожаревца у Браничевском округу. Према попису из 2022. било је 864 становника.
Познато археолошко налазиште, некадашњи римски логор и град Виминацијум, простире се испод ареала села Стари Костолац. Од знаменитости села издваја се и позната црква Светог Георгија, подигнута 1915. године.

## Демографија
У насељу Село Костолац живи 1.016 пунолетних становника, а просечна старост становништва износи 39,6 година (38,9 код мушкараца и 40,3 код жена). У насељу има 378 домаћинстава, а просечан број чланова по домаћинству је 3,47.
Ово насеље је углавном насељено Србима (према попису из 2011. године).
|  |

| Демографија | Демографија | Демографија |
| Година      | Становника  | Становника  |
| ----------- | ----------- | ----------- |
| 1948.       | 1.583       |             |
| 1953.       | 1.637       |             |
| 1961.       | 1.852       |             |
| 1971.       | 802         |             |
| 1981.       | 1.223       |             |
| 1991.       | 1.049       | 1.000       |
| 2002.       | 1.313       | 1.381       |
| 2011.       | 1.228       |             |

| Етнички састав према попису из 2002.‍ | Етнички састав према попису из 2002.‍ | Етнички састав према попису из 2002.‍ | Етнички састав према попису из 2002.‍ | Етнички састав према попису из 2002.‍ |
| ------------------------------------ | ------------------------------------ | ------------------------------------ | ------------------------------------ | ------------------------------------ |
|                                      |                                      |                                      |                                      |                                      |
| Срби                                 | Срби                                 |                                      | 1.165                                | 88,72%                               |
| Роми                                 | Роми                                 |                                      | 136                                  | 10,35%                               |
| Македонци                            | Македонци                            |                                      | 2                                    | 0,15%                                |
| Румуни                               | Румуни                               |                                      | 1                                    | 0,07%                                |
| Мађари                               | Мађари                               |                                      | 1                                    | 0,07%                                |
| Власи                                | Власи                                |                                      | 1                                    | 0,07%                                |
| Југословени                          | Југословени                          |                                      | 1                                    | 0,07%                                |
| непознато                            | непознато                            |                                      | 5                                    | 0,38%                                |

| Година пописа     | 1948. | 1953. | 1961. | 1971. | 1981. | 1991. | 2002. |
| ----------------- | ----- | ----- | ----- | ----- | ----- | ----- | ----- |
| Број домаћинстава | 341   | 345   | 370   | 187   | 300   | 269   | 378   |

| Број чланова      | 1  | 2  | 3  | 4  | 5  | 6  | 7  | 8 | 9 | 10 и више | Просек |
| ----------------- | -- | -- | -- | -- | -- | -- | -- | - | - | --------- | ------ |
| Број домаћинстава | 63 | 85 | 59 | 58 | 45 | 43 | 15 | 7 | 3 | 0         | 3,47   |

| Пол    | Укупно | Неожењен/Неудата | Ожењен/Удата | Удовац/Удовица | Разведен/Разведена | Непознато |
| ------ | ------ | ---------------- | ------------ | -------------- | ------------------ | --------- |
| Мушки  | 521    | 130              | 330          | 34             | 25                 | 2         |
| Женски | 541    | 94               | 331          | 87             | 29                 | 0         |
| УКУПНО | 1.062  | 224              | 661          | 121            | 54                 | 2         |

| Пол    | Укупно                    | Пољопривреда, лов и шумарство | Рибарство                            | Вађење руде и камена | Прерађивачка индустрија       |
| ------ | ------------------------- | ----------------------------- | ------------------------------------ | -------------------- | ----------------------------- |
| Мушки  | 312                       | 16                            | 0                                    | 129                  | 11                            |
| Женски | 134                       | 29                            | 0                                    | 24                   | 3                             |
| УКУПНО | 446                       | 45                            | 0                                    | 153                  | 14                            |
| Пол    | Производња и снабдевање   | Грађевинарство                | Трговина                             | Хотели и ресторани   | Саобраћај, складиштење и везе |
| Мушки  | 83                        | 11                            | 12                                   | 1                    | 3                             |
| Женски | 14                        | 1                             | 21                                   | 14                   | 0                             |
| УКУПНО | 97                        | 12                            | 33                                   | 15                   | 3                             |
| Пол    | Финансијско посредовање   | Некретнине                    | Државна управа и одбрана             | Образовање           | Здравствени и социјални рад   |
| Мушки  | 0                         | 1                             | 0                                    | 0                    | 0                             |
| Женски | 0                         | 1                             | 1                                    | 6                    | 9                             |
| УКУПНО | 0                         | 2                             | 1                                    | 6                    | 9                             |
| Пол    | Остале услужне активности | Приватна домаћинства          | Екстериторијалне организације и тела | Непознато            | Непознато                     |
| Мушки  | 4                         | 0                             | 0                                    | 41                   | 41                            |
| Женски | 2                         | 0                             | 0                                    | 9                    | 9                             |
| УКУПНО | 6                         | 0                             | 0                                    | 50                   | 50                            |